# Beadlow
Beadlow, est un hameau du Central Bedfordshire, en Angleterre. Il est situé à environ 3 km à l'est de Clophill, dont il fait partie de la paroisse civile, et à environ 4 km à l'ouest de Shefford. La rivière Flit traverse le hameau. 
Beadlow est occupé par l'homme au moins depuis le mésolithique. Au milieu du XIIe siècle y est fondé un prieuré dépendant de l'abbaye Saint-Albans sous le nom de prieuré de Beaulieu ou de Bon Loco. En mauvais état et n’accueillant plus que deux moines, celui-ci est fermé en 1434. Le site fait l'objet de fouilles archéologiques au XXe siècle. 
Lors du recensement de 2011, la population du hameau a été incluse dans la paroisse civile de Campton and Chicksands. 